# Anna Rosselló i Elias
Anna Rosselló i Elias (Flix, 3 de desembre de 1923 - 21 d'abril de 2020) va ser una escriptora catalana i esperantista compromesa amb els drets de les nacions sense estat, especialment de les que va visitar a l'Amèrica del Sud i Centreamèrica i la seva pròpia, els Països Catalans.

## Biografia
Nascuda a Flix l'any 1923, Anna Rosselló va viure en un entorn molt polititzat. Els seus dos germans lluitaren al bàndol republicà a la Guerra Civil Espanyola i acabaren condemnats per consells de guerra franquistes. Un d'ells a set anys de presó i l'altre aconseguí exiliar-se a la Catalunya Nord. Les autoritats franquistes en forçaren el retorn amb un xantatge familiar empresonant-ne el pare, el qual morí el 1940 a la presó segons la versió oficial perquè "havia caigut per unes escales".
Rosselló coneixeria a Josep Travesset, un parent llunyà de Balaguer que trobà a Andorra i que li serví d'enllaç per fer arribar correspondència al germà exiliat llavors a Perpinyà. Josep havia arribat a Andorra a finals de la Segona Guerra Mundial també fruit de l'exili republicà, passant de les trinxeres de la guerra al camp de concentració d'Argelers. Els nazis l'havien obligat a treballar en una fàbrica d'Alemanya de la qual escaparia al final de la guerra. Anna i Josep s'acabaren enamorant, es casaren i se n'anaren a viure a Barcelona. El marit seria empresonat pel seu passat republicà, però l'any 1956 en sortiria i marxaren a l'exili, amb la seva filla Carme Travesset.
El 1956 Anna Rosselló va viatjar al Brasil amb el seu marit Josep Travesset i la seva filla Carme de dos anys i mig, fugint de la repressió franquista i també a causa de la misèria de l'estat espanyol en aquella època. Després de residir a São Paulo un temps, van iniciar un viatge a través de tot el con sud per conèixer de pròpia mà les nacions ameríndies que havien estat esclavitzades pels colonitzadors espanyols. També assistiren a diversos col·loquis i congressos organitzats per les universitats o les entitats amb les quals contactaven. El viatge el van fer en un carruatge tirat a cavall que anomenaven cotxellar, amb el qual viatjaren pels estats del Brasil, Bolívia, Perú, Equador, Colòmbia, Panamà, Costa Rica, Nicaragua, Hondures, El Salvador i Guatemala, quedant-se a les portes de Mèxic on no els deixaren entrar. D'allí giraren cua vers Panamà i després de vuit anys al continent americà retornaren a Barcelona el 1965. El recorregut havia estat de 26.000 km. Tots aquells anys dugueren una vida senzilla i precària, combinant els ingressos que treien de conferències i exposicions de pintura amb l'ajuda econòmica de la gent que anaven coneixent.
El llibre L'Amèrica marginada, publicat el 1978, serviria de testimoni d'aquells anys de recerca i convivència amb nadius americans. Però l'obra d'Anna Rosselló acabaria sent més extensa, havent escrit vint-i-dos llibres on explica les aventures i coneixences dels amerindis d'Abya Yala, assajos diversos sobre els catalans i les seves memòries, on hi relata la repressió franquista que va patir ella i la seva família.
La filla Carme l'any 1975 també s'implicaria políticament entrant a l'organització del PSAN provisional i sent empresonada diverses vegades, arribant a ser torturada durant cinc dies a la Comissaria de la Via Laietana.

## Obres
- De burgès a socialista.  Barcelona: Gràfiques Diamante, 1972.
- L'Amèrica marginada. 1a.  Barcelona: Pòrtic, 1978. ISBN 8473060903.
- No són 300 milions. Estudi sobre les ètnies sotmeses a l'idioma espanyol.  Barcelona: Pòrtic, 1983 (2a edició revisada i augmentada el 1988).
- O catalâo: un català a l'Amazònia. 1a.  Barcelona: El Llamp, 1984. ISBN 8486066344.
- Després de la bel·licosa nit (és millor morir rebels que viure esclaus). 1a.  Barcelona: El Llamp, 1985. ISBN 8486066425.
- Illapa de Huancané.  Barcelona: Servigraf, 1985. ISBN 8486317045.
- L'avi de les Illes Tule (Múu Inatulegui).  Barcelona: Servigraf, 1985. ISBN 8486317037.
- El més gran desert és una gran ciutat. 1a.  Barcelona: El Llamp, 1986. ISBN 848606659X.
- La força de la identitat. 1a.  Barcelona: El Llamp, 1987. ISBN 8486066883.
- Guatemala, punt i retorn.  Barcelona: Rodés Edicions, 1987. ISBN 8486516048.
- Quan el temps s'atura.  Barcelona: sRoc, 1987. ISBN 8486516064.
- Jofre Montalt no és pas mort!.  Seuba, 1988. ISBN 8486747716.
- De São Paulo a l'illa de São Louiz passant per Brasília.  Rafael Dalmau, 1990. ISBN 8423204146.
- De l'alt Maestrat sense retorn....  Dalmau, 1991. ISBN 8423204332.
- Germanor entre colonitzats.  R. Dalmau, 1992. ISBN 8423204510.
- Vençuda sí!, doblegada mai!.  Rafael Dalmau, 1992. ISBN 8423204553.
- Quan l'Irazú s'irrita.  J. Travesset, 1993. ISBN 8460453219.
- A l'ombra del Chimborazo.  Barcelona: [s.n.], 1994. ISBN 8460492621.
- Pels Andes, entre el passat i el present!.  J. Travesset, 1995. ISBN 846051840X.
- Aquest món nostre....  J. Travesset, 1997. ISBN 8492231807.
- Sabíeu que....  J. Travesset, 1998. ISBN 8492231815.
- Memòries d'una dona lluitadora: vençuda sí, doblegada mai!. 2a.  Editorial Mediterrània, 2004. ISBN 8483345102.